# Albertini János
Albertini János (1935 Julius 9 Budapest– 2025. január 31. Budapest) magyar manöken, modell, gyártásvezető, adásvezető-szerkesztő.

## Élete
Az 1960–70-es évek modellje, manökenje (egyike az első magyar férfimodelleknek). Manökeniskola még nem létezett. Autodidakta módon, saját maga, fényképekről, külföldi tv-adásokból leste el, hogyan is kell mozognia.
A későbbiekben a Divattervező Vállalathoz került, ahol szakmai útmutatást kapott Nádor Vera és Vargha Béla tervezőktől, segítették manökenmunkájában. Divatbemutatókon külföldön is bemutatta a magyar termékeket. A Hungarotex külkereskedelmi vállalat rendezésében több külföldi bemutatón vett részt.
Albertini János, külföldön Londonban, Párizsban vagy éppen Norvégiában mutatta be a magyar konfekcióipar exportra készülő termékeit.
Fotómodellként sorra jelentek meg fotói, például az Ez a Divat, Nők Lapja, Ország-világ újságokban. Fotósai voltak, többek között Kácsor László, Bara István fotóművészek. Keresett, ismert modell volt, több évtizeden keresztül.
1960-80 között az MTV Külpolitikai Főszerkesztőségél volt gyártásvezető, ahol például a  Panoráma, Nemzetközi Stúdió, Parabola, Szemtől szemben, Fórum stb. című műsorok készültek.
1980-96 adásvezető-szerkesztő lett, majd 10 évet dolgozott a Híradó csapatában.
Borsod-Abaúj-Zemplén megye tanácsának nívódíját kapta 1979-ben: Biszmillah – Chrudinák Alajos, Halász Mihály, Gombos László, Kiss Teréz, Albertini János. Chrudinák Alajos filmjének segítségével a magyar televíziónézők a világon az elsők között pillanthattak az iráni forradalom kulisszái mögé. Nyugdíjazásáig volt a Magyar Televízió munkatársa.